# Istanbul Challenger 2005
L'Istanbul Challenger 2005 è stato un torneo di tennis facente parte della categoria ATP Challenger Series nell'ambito dell'ATP Challenger Series 2005. Il torneo si è giocato a Istanbul in Turchia dal 5 all'11 settembre 2005 su campi in cemento.

## Vincitori

### Singolare
Wang Yeu-tzuoo ha battuto in finale  Michael Berrer con il punteggio di 4–6, 6–4, 6–3.

### Doppio
Harel Levy /  Noam Okun hanno battuto in finale  David Škoch /  Martin Štěpánek con il punteggio di 6–4, 7–5.